# Frederick Markham Bailey
Pour les articles homonymes, voir Bailey.
Ne doit pas être confondu avec Frederick Markham.
Frederick Marshman Bailey, né le 3 février 1882 à Lahore et mort le 17 avril 1967 à Stiffkey, est un officier britannique de l'Armée des Indes, agent politique, agent secret, explorateur, linguiste et botaniste.

## Biographie
Le Lieutenant Colonel Bailey est le prototype de l'officier et de l'agent politique tels que Kipling les a rêvés.
Il servit au Tibet où il fut un des premiers Européens à pénétrer (expédition Younghusband), en Assam, en Perse et eut une conduite exemplaire pendant la Première Guerre mondiale.
Il est connu des botanistes pour avoir découvert le Pavot Bleu du Tibet dans les gorges de Tsang Po en 1912. Cette fleur porte désormais son nom : Meconopsis baileyi.
Il a effectué la mission d'exploration Bailey-Morshead des gorges de Tsangpo avec Henry Morshead.
Mais le colonel Bailey est surtout connu pour une mission d'espionnage de 16 mois qu'il mena dans le Turkestan russe occupé par les Bolcheviks (1918) où il vécut d'invraisemblables aventures allant jusqu'à se faire accréditer comme commissaire de la Tchéka, avec mission d'arrêter le colonel britannique Bailey, c'est-à-dire lui-même.
Il raconte son épopée de Srinagar à Mashhad avec modestie et humour dans Mission to Tashkent écrit en 1924 et publié en 1946.
Il fut récompensé notamment par la Mac Gregor Medal en 1914 et reçut la médaille d'or de la Royal Geographical Society.

## Publications
- China, Tibet, Assam, Londres: Cape, 1945
- Mission to Tashkent  (préf. Peter Hopkirk), Oxford University Press, 2002 (ISBN 0-19-280387-5).(1946, republié 1992 et 2002).
- No Passport To Tibet, Londres: Rupert Hart-Davis, 1957